# Vyžnycký rajón
Vyžnycký rajón (ukrajinsky Вижницький район) je rajón v Černovické oblasti na Ukrajině. Hlavním městem je Vyžnycja a rajón má přibližně 91 tisíc obyvatel. 

## Města v rajónu
- Vaškivci
- Vyžnycja